# 科利鎮區 (北卡羅萊納州布拉登縣)
科利鎮區（英語：Colly Township）是位於美國北卡羅萊納州布拉登縣的一個鎮區。

## 地方資料
科利鎮區的面積為243.46平方千米，皆為陸地。根據2020年美國人口普查的數據，當地共有人口1669人，而人口密度為每平方千米6.86人。